# TrueOS
TrueOS (ehemals PC-BSD) war ein freies Betriebssystem, welches auf dem Unix-Derivat FreeBSD basiert und dieses funktional erweitert. Einerseits sind die Erweiterungen auf die Verwendung als PC mit grafischen Desktop-Umgebungen ausgerichtet. Andererseits werden auch für den Einsatz als Server weitere Funktionen bereitgestellt. Das Projekt hatte das Ziel, BSD für eine einfache Verwendung und den üblichen Gebrauch gut benutzbar zu machen. Die reichhaltigen Funktionalitäten von FreeBSD sollten auch über die Kommandozeile hinaus bedienbar sein. Das Projekt war bei der Firma iXsystems angesiedelt.
Ende August 2016 gab das Projekt bekannt, dass nun TrueOS die zentrale Bezeichnung für das Produkt, und ferner das Projekt selbst, ist. Ergänzend zur ursprünglichen Ausprägung zur Verwendung beim PC mit dem Namen PC-BSD, entstand viele Jahre zuvor eine Version zur Verwendung bei Servern mit dem Namen TrueOS. Obwohl es das gleiche Betriebssystem ist – die Version für den Betrieb bei Servern verzichtete gegenüber der Version beim PC lediglich auf die grafische Oberfläche –, entstand häufig der falsche Eindruck, dass es sich um unterschiedliche Betriebssysteme handele. TrueOS sei nun der einheitliche Name für alle Versionen. Die Art wird durch den entsprechenden Zusatz (Desktop oder Server) angegeben.
Die Entwicklung von TrueOS wurde Anfang 2020 eingestellt.

## Technische Merkmale

### Desktop-Umgebung Lumina
Ab Version 10 von PC-BSD kommt als Standard die Lumina genannte Desktop-Umgebung zum Einsatz, welche speziell für PC-BSD entwickelt wurde.

### Bedienung über grafische Oberflächen
Im Gegensatz zu FreeBSD bietet TrueOS auch eine grafische Installationsroutine und ein grafisches Software-Installationsprogramm. Neben der eigenen Desktop-Umgebung Lumina kann für TrueOS auch KDE SC 4, LXDE, Xfce oder MATE ergänzend oder ersatzweise installiert werden. Darüber hinaus gibt es auch eine Vielzahl von angebotenen Desktop-Umgebungen, die aber nicht die üblichen Werkzeuge zur Verwaltung von TrueOS direkt anbieten. Das Spektrum reicht von awesome über Cinnamon und Gnome 3 bis zu Window Maker.

## Versionsgeschichte
Die erste Version von TrueOS wurde im April 2005 als PC-BSD 0.5 veröffentlicht.
Seit der am 16. September 2008 erschienenen Version 7.0 befolgt TrueOS dieselbe Nummerierung wie FreeBSD. Die Version unmittelbar vor 7.0 trug die Versionsnummer 1.5.x. Diese Version war die erste Version mit 64-Bit-Unterstützung. Bei vorherigen Versionen wurde lediglich die 32-Bit-Architektur unterstützt.
Ähnlich wie bei Debian GNU/Linux oder Ubuntu hat jedes Release neben einer Versionsnummer auch einen eigenen Namen aus dem Bereich der Chemie.

## Versionsübersicht
| 0.5 | April 2005         | Erste veröffentlichte Version |
| 0.6 | Mai 2005           | Integration des PC-BSD-eigenen Paketverwaltungssystems |
| 0.7 | Juni 2005          | Aktualisierung des Kerns auf FreeBSD-5.4-Veröffentlichung |
| 0.7.5 | Juni 2005          | Veröffentlichung unter BSD-Lizenz, Mehrsprachenunterstützung |
| 0.7.8 | Juli 2005          | Aktualisierung auf KDE 3.4.1 und USB-Automount-Funktion |
| 0.8 | September 2005     | Online Update Manager/Scheduler hinzugefügt, KDE 3.4.2, ausgebaute Sprach-Lokalisierung |
| 0.8.1 | September 2005     | Unterstützung für die Sprachen Russisch und Bulgarisch, aktualisierte Benutzerverwaltung |
| 0.8.2 | September 2005     | SMP-Unterstützung |
| 0.8.3 | Oktober 2005       | Der Installer ist jetzt auf CD 1, optionale Sprachpakete auf CD 2 |
| 1.0 | April 2006         | Aktualisierung des Kerns auf FreeBSD-6.0-Veröffentlichung; verschiedene Fehlerbehebungen und FreeBSD-Sicherheitsaktualisierungen; PC-BSD unterstützt nun mehr als 50 Sprachen und KDE 3.5.2 |
| 1.1 | Mai 2006           | PC-BSD basiert nun auf FreeBSD 6.1 & verschiedene Fehlerkorrekturen |
| 1.11 | Juni 2006          | Aktualisierung auf KDE 3.5.3 |
| 1.2 | Juli 2006          | Kernel optimiert für i686 |
| 1.3 | 31. Dezember 2006  | Neue Installationsroutine, Installer kann jetzt freien Speicherplatz von Partitionen nutzen; „Crystal Clear“ als neues Iconset; HAL-Unterstützung und Aktualisierung auf KDE 3.5.5 |
| 1.3.1 | 9. Januar 2007     | Fehlerkorrektur |
| 1.3.2 | 19. Januar 2007    | Fehlerkorrektur (FreeBSD-Jails) |
| 1.3.3 | 12. Februar 2007   | u. A. HAL-Aktualisierungen, Fehlerkorrekturen |
| 1.3.3_1                                                                                                  | 3. März 2007       | Aktualisierung der PC-BSD Dokumentation und Patch 07:04 von FreeBSD |
| 1.3.4 | 18. April 2007     | Erneute HAL-Aktualisierung auf Version 20070403 und CUPS-Aktualisierung; Speichermedien werden nun besser eingebunden |
| 1.4 | 24. September 2007 | neue Benutzerverwaltung: bei der Einrichtung (oder Installation) können nun weitere Anwendungspakete (Komponenten) und Einstellungen in das System eingebunden werden, Unterstützung für Beryl, Assistent zur Einrichtung des X-Servers, dem FreeBSD6.2 zugrunde liegt, Xorg 7.2, KDE 3.5.7; HPLIP (erweiterte Unterstützung von HP-Geräten), gepatchtes Wine für Flash-9-Unterstützung; Compiz-Fusion ersetzt Beryl |
| 1.4.1 | 16. November 2007  | Fehlerbehebungen und neue Software-/Treiber-Versionen |
| 1.4.1.1                                                                                                  | 4. Dezember 2007   | CUPS-Aktualisierung auf die Version 1.3.3, basiert jetzt auf 6.3-PRERELEASE, Gutenprint hinzugefügt. |
| 1.5 | 12. März 2008      | basiert auf FreeBSD 6.3 |
| 1.5.1 | 23. April 2008     | |
| 7.0 | 15. September 2008 | basiert auf FreeBSD 7, enthält KDE 4.1.1 und Xorg 7.3, Unterstützung für Suns ZFS |
| 7.0.1 | 27. November 2008  | enthält KDE 4.1.2 und weitere Fehlerbehebungen |
| 7.0.2 | 10. Dezember 2008  | enthält KDE 4.1.3, basiert jetzt auf FreeBSD 7.1-PRERELEASE |
| 7.1 | 10. April 2009     | enthält KDE 4.2.2 und Xorg 7.4, basiert jetzt auf FreeBSD 7.2-PRE |
| 7.1.1 | 6. Juli 2009       | enthält KDE 4.2.4, basiert jetzt auf FreeBSD 7.2-Stable |
| 8.0 | 22. Februar 2010   | enthält KDE 4.3.5, basiert jetzt auf FreeBSD 8.0-Stable |
| 8.1 | 20. Juli 2010      | enthält KDE 4.4.5, basiert jetzt auf FreeBSD 8.1-RELEASE |
| 8.2 | 24. Februar 2011   | enthält KDE 4.5.5, basiert jetzt auf FreeBSD 8.2-RELEASE |
| 9.0 | 13. Januar 2012    | enthält neben KDE 4.7.3 auch andere Desktop-Umgebungen wie Gnome, Xfce, LXDE u. a., basiert jetzt auf FreeBSD 9.0-RELEASE, enthält einen runderneuerten Setup-Assistenten |
| 9.1 | 18. Dezember 2012  | Letzte Version mit x86-Unterstützung. Einführung von TrueOS, eine Installationsvariante für Server; hinzugefügt wurde auch die Möglichkeit das Dateisystem ZFS während der Einrichtung zu konfigurieren |
| 9.2 | 7. Oktober 2013    | den Unterbau bildet nun FreeBSD 9.2; überarbeiteter Life-Preserver und erweiterte Starteinstellungen (oder Boot-Optionen) |
| 10.0 | 29. Januar 2014    | basiert auf FreeBSD 10.0 |
| 10.0.1                                                                                                   | 14. März 2014      | allgemeine Updates |
| 10.0.2                                                                                                   | 24. Juni 2014      | Alpha-Version des Lumina-Desktops |
| 10.0.3                                                                                                   | 8. September 2014  | Beta-Version des Lumina-Desktops |
| 10.1 | 16. November 2014  | basiert auf FreeBSD 10.1 und übernimmt dessen Neuerungen |
| 10.1.1                                                                                                   | 2. Februar 2015    | Neuer System-Updater mit automatischen Aktualisierungen im Hintergrund, Festplattenverschlüsselung ermöglicht und bessere Unterstützung von GPT-Festplatten, Portierung aller Desktop-Werkzeuge auf Qt5 |
| 10.1.2                                                                                                   | 18. Mai 2015       | |
| 10.2 | 21. August 2015    | Neues Plugin-System für AppCafe, viele Verbesserungen, viele Fehler behoben |
| 10.3 | 4. April 2016      | |
| Neue Version                                                                                             | Veröffentlichung   | Anmerkung |
| TrueOS                                                                                                   | 9. September 2016  | TrueOS bietet: - Rolling Release basierend auf FreeBSD-CURRENT - PersonaCrypt und GELI Festplattenverschlüsselung - durchgehende Verwendung von LibreSSL ("for everything") - clang-Compiler-Unterstützung - SysAdm-Fernwartung mit Hilfe von verschlüsseltem REST-API oder WebSockets - ZFS, ein fortschrittliches 128-Bit-Copy-On-Write-Dateisystem - Lumina als Standard-Benutzeroberfläche, basierend auf Qt     |
| 5.07.2017                                                                                                | 5. Juli 2017       | TrueOS stable |
| Ältere Version; nicht mehr unterstütztÄltere Version; noch unterstütztAktuelle VersionZukünftige Version |                    | |

## Lizenz
TrueOS wurde ursprünglich unter der GNU General Public License (GPL) veröffentlicht, weil TrueOS die Qt-Bibliothek verwendet und die Entwickler der Meinung waren, dass Programme, welche die Qt-Bibliothek verwenden, ausschließlich unter der GPL oder der Q Public License (QPL) veröffentlicht werden müssen. Die GPL steht jedoch im Widerspruch zur Ideologie der BSD-Lizenz, da sie im Gegensatz zur BSD-Lizenz ein starkes Copyleft vorsieht. Das heißt, dass Software, die unter der GPL veröffentlicht wurde, bei einer späteren Bearbeitung bzw. Weiterentwicklung ebenfalls unter dieser Lizenz veröffentlicht werden muss. Damit wird verhindert, dass das ursprüngliche Produkt unfrei vereinnahmt wird. Ein weiterer Unterschied der BSD-Lizenz besteht dabei, dass ein Programmierer, der ein unter einer BSD-Lizenz veröffentlichtes Programm verändert und verbreitet, nicht verpflichtet ist, den Quelltext seines veränderten Programms mitzuveröffentlichen. Weil die meisten freien BSD-Derivate einzig unter der BSD-Lizenz veröffentlicht wurden und es nicht stimmt, dass Programme, welche die Qt-Bibliothek verwenden, unter GPL oder QPL veröffentlicht werden müssen, entschied sich das Projekt, ab Version 0.7.5, die im Juni 2005 erschien, ihr Produkt unter der modifizierten BSD-Lizenz zu veröffentlichen.

## Verbreitung
Am 10. Oktober 2006 gab der Server-Hardware-Anbieter iXsystems die Anschaffung von PC-BSD bekannt. Dieser Bezug von PC-BSD hat die finanzielle und sachkundige Unterstützung des PC-BSD-Projekts durch iXsystems zur Folge. Im Jahr 2007 ging iXsystems einen Vertriebsvertrag mit Fry’s Electronics ein; PC-BSD 1.4 („Da Vinci“-Edition) konnte darauf weltweit in den Filialen von Fry’s Electronics käuflich erworben werden. Im Januar 2008 ging iXsystems einen ähnlichen Vertrag mit Micro Center ein.
Anmutung der Desktop-Umgebung

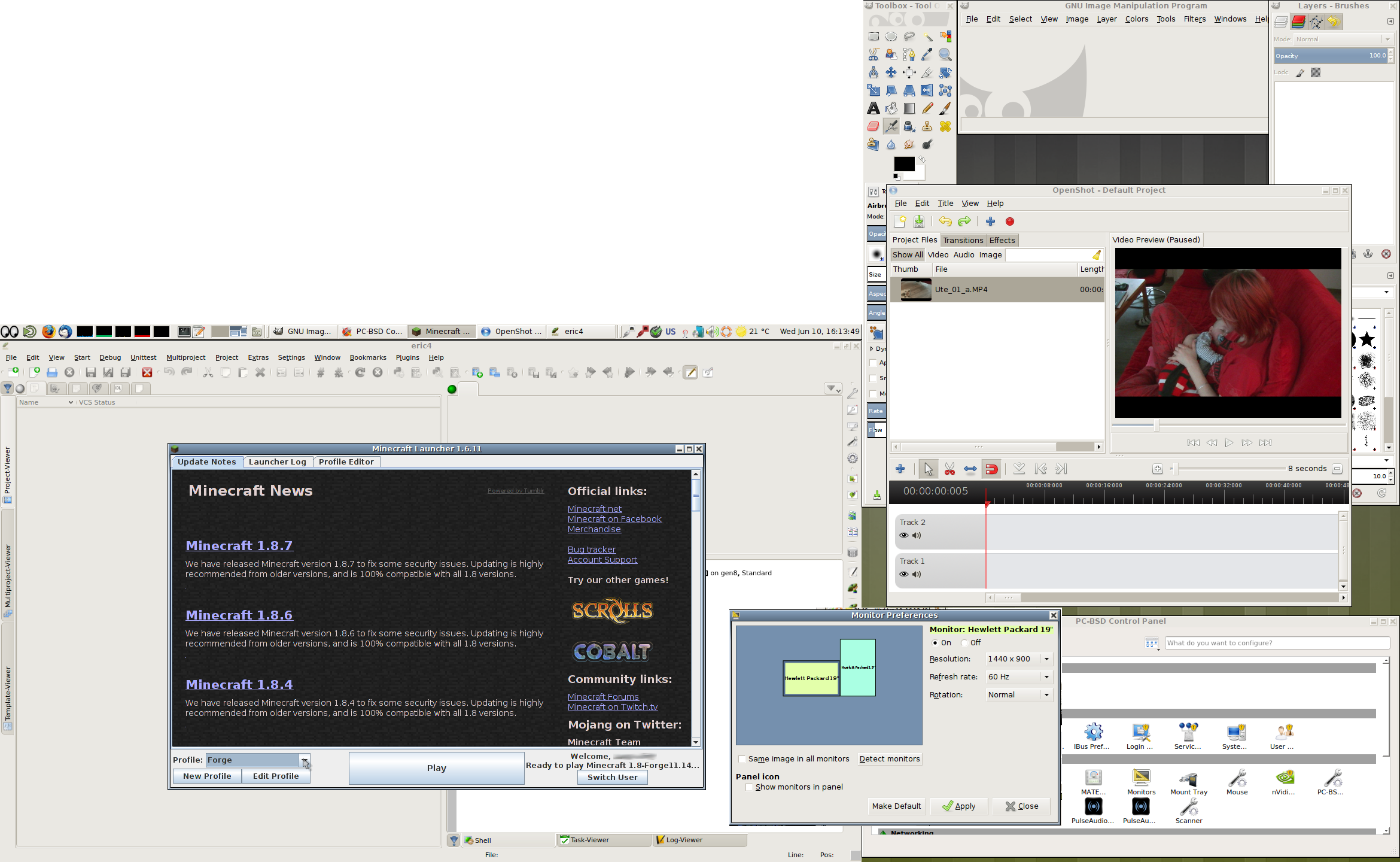
Bildschirmfoto des PC-BSD 10.1.2 Desktop, (MATE), am Beispiel einer Konfiguration mit zwei Monitoren (Dual Head, Pivot-Funktion). Die gezeigten laufende Freie Software und Open-Source-Software (FOSS) sind: GIMP, OpenShot Video Editor, Dateimanager Nautilus, Eric Python IDE und Minecraft 1.8.7 (mit "Forge" mods).